# 熊姓
熊姓在《百家姓》中排第121位。中国的熊姓人口约有400万，占中国人口的0.32％。熊姓在当今中国姓氏中排第68位。

## 來源
熊姓出自顓頊帝高陽氏，顓頊的后裔季連為羋姓。湖北省社会科学院副院长张正明认为，季连子孙世代担任以茅草缩酒的官职，以官职“酓”为氏，酓在文献中常被替代为當時声近的假借字“熊”，熊姓因此而来。安大简记载，有一次祝融派人去请季连来相见，没能找到季连，使者见到季连在地穴中，向他问话，季连不回答，使者用火烧地穴，季连害怕了，告诉使者说：“酓（熊）”。使者回去告诉祝融，祝融说：“是地穴中的熊啊。”祝融因此命名季连为穴酓（熊），穴熊就是荆王。
有熊氏的後裔亦寫作熊氏，同楚國的熊姓有所區分。

## 分布
熊姓主要分布在華中地區，江西、湖北、湖南、貴州、四川、重庆等省份都是熊姓的主要分布地区。其中南昌市就是熊姓人口众多的地方，为全市第二大姓，仅次于李姓。熊姓在台灣人口較少，有12,066人，排名108，比例約莫0.01%。（2018）

## 延伸阅读
[在维基数据编辑]
 《百家姓》
 《欽定古今圖書集成·明倫彙編·氏族典·熊姓部》，出自陈梦雷《古今圖書集成》

## 外部連結
- 熊氏家族網 （页面存档备份，存于）